# La Unión, Tabasco
La Unión är en ort i Mexiko.   Den ligger i kommunen Centla och delstaten Tabasco, i den sydöstra delen av landet, 700 km öster om huvudstaden Mexico City. La Unión ligger 6 meter över havet och antalet invånare är 689.
Terrängen runt La Unión är mycket platt. Havet är nära La Unión åt nordväst. Runt La Unión är det ganska glesbefolkat, med 32 invånare per kvadratkilometer. Närmaste större samhälle är Ignacio Allende, 5,1 km sydost om La Unión. Omgivningarna runt La Unión är en mosaik av jordbruksmark och naturlig växtlighet.